# Weiskirchen
Pour les articles homonymes, voir Weisskirchen.
Weiskirchen (en Sarrois Weiskerje & Wéskärschen) est une commune en Sarre.

## Quartiers
- Konfeld
- Rappweiler-Zwalbach
- Thailen
- Weierweiler
- Weiskirchen

## Administration
- 1982 - 2002: Bernd Theobald CDU
- 2002 - : Werner Hero CDU

## Jumelages
La ville de Weiskirchen est jumelée avec :
- Bourbonne-les-Bains (France) depuis 1997.